# Yvonne Ingdal
Yvonne Birgit Ingdal Jensen gift Kjærulff (født 10. december 1939 på Frederiksberg, død 6. februar 2022 i København) var en dansk skuespiller.
Hun var uddannet svømme- og danselærer og debuterede som skuespiller på Studenterscenen. Siden optrådte hun bl.a. på Fiolteatret, Det Danske Teater, Boldhus Teatret og Folketeatret. I de senere år indsang hun flere plader.
På tv·2-albummet På kanten af småt brændbart fra 2002 er nummeret Yvonne Ingdal opkaldt efter hende.
Yvonne var i 1960'erne gift med skuespilleren Henning Palner. I 1970'erne brugte hun meget tid i Sydeuropa, primært Spanien.

## Filmografi
- Forelsket i København – 1960
- Gudrun – 1963
- To – 1964
- Sommerkrig – 1965
- Der var engang en krig – 1966
- Historien om Barbara – 1967
- Jeg er sgu min egen – 1967
- I den grønne skov – 1968
- Dage i min fars hus – 1968
- Kys til højre og venstre – 1969
- Tatort, sæson 1, episode 7: Kressin stoppt den Nordexpress
- Afskedens time – 1973